# Heredia (canton)
Pour les articles homonymes, voir Heredia.
Heredia est le nom du premier canton dans la province d'Heredia au Costa Rica. Il couvre une superficie de 282.60 km², pour une population de 103 894 habitants. Le chef-lieu du canton est la ville d'Heredia.

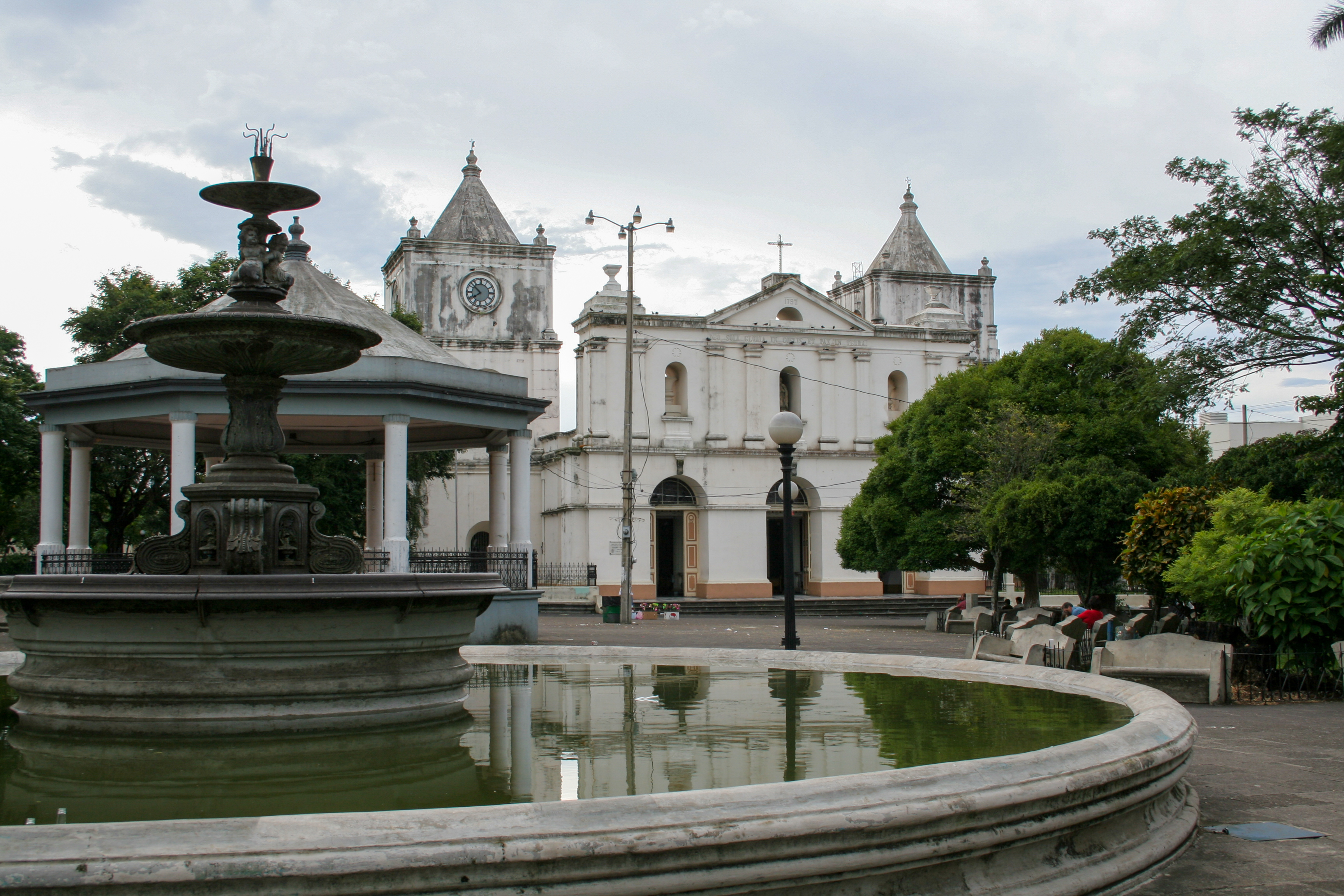
Église Inmaculada Concepción, Heredia

## Géographie
Le canton est situé au cœur de la Vallée Centrale. Il est situé au nord-ouest et est contigu au canton de San-José dans la province de San José, celui de San José, la capitale du Costa Rica. 

## Composition
Le canton d'Heredia est divisé en cinq districts :
| Code Inec | District      | Population (2000) | Densité (hab./km²) | Superficie |
| --------- | ------------- | ----------------- | ------------------ | ---------- |
| 40101     | Heredia       | 20 191            |                    |            |
| 40102     | Mercedes      | 19 717            |                    |            |
| 40103     | San Francisco | 40 840            |                    |            |
| 40104     | Ulloa         | 22 456            |                    |            |
| 40105     | Vara Blanca   | 690               |                    |            |
|           | Heredia       | 103 894           | 368                | 282.60     |

## Transports
Au sein du canton d'Heredia, dans le district d'Ulloa, est situé l'aéroport Tobías-Bolaños de San José, l'un des deux aéroports internationaux desservant la ville et l'agglomération de San José. 